# Thomas Anthony Williams
Thomas Anthony Williams (ur. 10 lutego 1948 w Liverpoolu) – brytyjski duchowny rzymskokatolicki, w latach 2003–2023 biskup pomocniczy Liverpoolu. 

## Życiorys
Święcenia kapłańskie przyjął 27 maja 1972 w swojej rodzinnej archidiecezji Liverpoolu. Pracował duszpastersko w kościołach w Netherton oraz w Liverpoolu. Był także członkiem wielu archidiecezjalnych komisji.
15 kwietnia 2003 papież Jan Paweł II mianował go biskupem pomocniczym Liverpoolu ze stolicą tytularną Mageó. Sakry udzielił mu 27 maja 2003 Patrick Kelly, arcybiskup metropolita Liverpoolu.
25 marca 2023 papież Franciszek przyjął jego rezygnację z pełnionej funkcji.